# Thryophilus pleurostictus
Thryophilus pleurostictus là một loài chim trong họ Troglodytidae.